# 庄内方言
庄内方言（しょうないほうげん）または庄内弁（しょうないべん）とは、山形県庄内地方で話されている日本語の方言の一つ。広義には小国町の方言も含む。東日本方言の北奥羽方言に属し、アクセントは北奥羽式アクセント(外輪東京式アクセントの変種)である。
鶴岡市を中心とした商圏である鶴岡田川で話される南部方言と、酒田市を中心とした商圏である酒田遊佐（旧酒田飽海地区）で話される北部方言との間に違いが見られる。
庄内方言には京言葉の流入と見られる語彙（例：ボンボ「赤ん坊」、…サゲ「…から」）があることや、方言以外にも京文化の影響が見られることから、庄内人の間では北前船によってもたらされた上方方言の直接的影響が大きいと信じられている。いっぽう、研究の進展により、参勤交代による江戸方言と近代以降の山形県内陸方言の流入の影響の方が大きいとの見方もある。ただし、周圏分布から外れるような前述の類の語彙の存在が、他の北前船の寄港地と同様に実際に見られるのも事実である。

## 音韻構造

### 母音
- 直音はイ、エァ [ɛ]~[æ]（融合母音）、ア、オ、ウの5種があり、拗音イェ、ヤ、ヨがある。また、合拗音ウォがある。

中央語のエに対応するのはイェである。例：イェリ「襟」、イェギ「駅」
アイ、アエ、オイは体系的に融合母音エァとなる。例：ゼァンゴ「在郷」；メァンダリ「前掛け」（古語「前垂り」より）；シレァ「白い」
音韻論的にオ、イェとそれぞれ区別されるウォがある。ただし字音語「火事」「外国」などのカ・ガ行合拗音はカジ、ガイゴグのようにカ行に合一している。例：アウォ「青」
ユがなく、ある時代にヨに合一するという推移があったと推定される。ヌもしばしばノに合一する。例：タヨハン・タヨサマ「太夫様」、ヨギ「雪」、カヨ「粥」；インノ「犬」、ノガル「ぬかるむ」
また、文節末の高舌母音がやや低下するという現象が見られる。これは秋田方言にも見られ、丁寧さを表す文法的現象ではないかという説がある。例：ナシエ（茄子、梨）、ナシコア（茄子子）
サ・タ行ではウ段がはなはだしく前寄りとなり、「ズーズー」ではなく「ジージー」と特徴付けられるような音声となっている。
イとエの混同が見られる。例：ネンジ（人参）

### 子音
※ア列で代表
- 鼻音マ、ナ
- 流音ラ
- 摩擦音ハ、サ
- 破裂音・破擦音パ、バ、ンバ；タ、ダ、ンダ、ザ、ンザ；カ、ガ；カ゜
- 有声阻害音は文節中の母音間で入渡り鼻音（前鼻音）を伴う。特別な音韻過程が関わる場合を除き、非継続性無声阻害音は母音間で有声化する。

ヒ、キの子音はそれぞれ [Φç],[kç]であり、軽い摩擦音が聞かれる。
リは摩擦が強く発音されることがあり、次の例はこれによるキとの混同と考えられる。例：コノビールダバ　リーノゲッダオノノー（このビールったら気（炭酸）が抜けてるものねー）
有声破裂音が期待される位置で、ンの後で無声化するものがある。例：カンツカ（鰍）、ハンツケ（つまはじき）
アクセント：アクセントが実現される音節が他より高いピッチ（例ではacute accentで示す）で発音される。例： te:（手）, te:sá（手に）, te:dogó（手を）；tago（蛸）, tagósa（蛸に）, tagódogo（蛸を）
シラビーム方言に属し、音韻論的に有意義な単位としてのモーラは認められない。このため、撥音、促音という特殊拍にあたるものは音節末鼻音、二重子音になる。モーラ方言の話者には極めて短く聞こえるか、聞き落とされるようである。

## 統語構造
- 格

主格：ガ、-Ø
対格：ドゴ、バ、-Ø
与格：サ、-Ø
属格：ノ、-Ø
位格：デ
- 使役文

雨どご降らしぇる（<雨が降る）
- 受動文

せっかぐ生がた実ー、鳥がら/さ食いる（<鳥が実どご食）
- 目的節

たばご買い（酒田）/買いさ（鶴岡）行ぐ

## 述部の形態
- 動詞の活用（「する」）

| 未然  | 連用 | 終止 | 連体 | 仮定    | 命令 |
| sa-nε | sçi  | su   | suC  | sçe-mba | sçe  |
|        | 非回想 | 回想    |
| 非完了 | su     | sukke   |
| 完了   | sçita  | sçitake |
- 形容動詞・名詞述語の活用（「そうだ」）：形容詞もこれに準ずる

| 非回想 | 回想  |
| nda    | ndake |
- 可能態：su（する）は東京方言のように補充形を用いず、s-を語幹とした正則交替。南部方言と北部方言で異なる。

su→saeru（南部方言）,sairu（北部方言）
- 未完了相：完了相末音節の子音を重複させる。ただし撥音便では、南部方言では完了相のまま、北部方言では-dedaという補充形を用いる。

kita→kitta（来ている）, ida→idda（「いる」未完了相）
jonda→jonda（読んでいる、南部方言）, jodeda（読んでいる、北部方言）
- サテル（サッタ）形：北部方言では東京方言の「してある」にあたる形への語形交替がある。南部方言では語彙として残すのみで生産的ではない。

ueru→uwatta（植えてある）,kagu→kagatta（書いてある。南部方言にもあり）
- 連体形末尾の-rは後続する語の初頭子音の調音点に同化することがある。

/#su+r# #toki#/→[suddogi]
/#su+r# #sake#/→[sussage]
/#su+r# #na#/→[sunna]

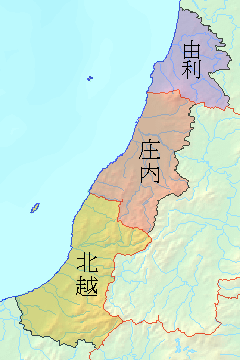
由利・庄内・北越方言圏

- 否定の接辞：｢ない｣が変化した｢ネァ（[nɛ]）」。
- 推量の接辞：「…であろう」が変化した｢-だろ」｢-でろ」や「-う」「-ろー」[5]。
- 「-べ」はなく、意志・勧誘は「-う」を用いる。
- 接続助詞には、理由に「から」の他に「さげ・すけ」（｢さかい」由来）を、逆接に「ども・どもがし」を用いる[6]。
- 上一段・下一段動詞活用の命令形は「見れ」「起きれ」のように「-レ」となる。

文法要素は北奥羽方言の中でも西日本方言の影響を強く受けており、北越方言、由利方言とともに、「由利・庄内・北越方言圏」としてくくられる場合もある。

## 研究史
- 江戸時代の明和4年に、堀季雄（ほりときかつ）により『浜荻』という江戸弁との対照語彙集・発音指南が作られる。
- 1930年（昭和5年）、三矢重松が雑誌『木鐸』（木鐸社;酒田）に「荘内語」「語釈」を連載。のちに『浜荻』『荘内方音攷』を収めて『荘内語及び語釈』として出版される。
- 戦後、国立国語研究所によって1953年（昭和28年）の第一次から第三次までの鶴岡市方言の調査が行われ、その報告が出版されている。
- 井上史雄による音韻、語形変化に関する広範な研究。
- アクセント研究。金田一春彦による第一次調査での記述。上野善道による記述的研究。早田輝洋（抽象的な形式素を置き、その具現化を設定）[7]、原口庄輔（自律分節音韻論）による生成音韻論的分析。
- 荒井孝一による文法カテゴリー別の記述的研究[8]。

## 大鳥方言
鶴岡市大鳥集落では周囲とは異なる方言が話されている。詳細は大鳥方言・三面方言を参照。